# EarthRights International
EarthRights International (ERI) es una organización ambiental y de derechos humanos estadounidense sin fines de lucro fundada en 1995 por Katie Redford, Ka Hsaw Wa y Tyler Giannini.

## Casos
- Doe v. Corporación Unocal.
- Wiwa v. Royal Dutch Shell Co.
- Doe v. Marcas Chiquita Internacional